# توني ميدلتون (مغني)
توني ميدلتون (بالإنجليزية: Tony Middleton)‏ (26 يُونيو 1934 - 7 فبراير 2024) هو مغني أمريكي.

## وصلات خارجية
- توني ميدلتون على موقع IMDb (الإنجليزية)
- توني ميدلتون على موقع ميوزك برينز (الإنجليزية)
- توني ميدلتون على موقع ديسكوغز (الإنجليزية)
- توني ميدلتون على موقع قاعدة بيانات الفيلم (الإنجليزية)